# The Deep End Volume 2
 (janvier 2022).
Albums de Gov't Mule
The Deep End Volume 1
(2001) The Deepest End - Live In Concert
(2003)
The Deep End Volume 2 est le 5 album studio du groupe américain Gov't Mule. Il est sorti le 8 octobre 2002 sur le label indépendant ATO Records et a été produit par Warren Haynes et Michael Barbiero.

## Historique
The Deep End Volume 2 est le 2e volet de la trilogie The Deep End, qui comprend deux albums studio et un album en public The Deepest End - Live In Concert, enregistrée en hommage à Allen Woody (en) décédé en août 2000.
La particularité de cet album est la présence d'un bassiste différent sur chaque titre de l'album. Ces bassistes étaient parmi les préférés d'Allen Woody. On y trouve des bassistes venus d'univers musicaux différents comme Jason Newsted, Chris Squire ou Alphonso Johnson. Il se classa à la 117e place du Billboard 200 aux États-Unis.
Le second CD intitulé Hidden Treasures, comprend 4 titres, 2 en public, un inédit et un remix.

## Liste des titres

### The Deep End Volume 2
| No  | Titre                             | Auteur                                          | Bassiste            | Durée |
| --- | --------------------------------- | ----------------------------------------------- | ------------------- | ----- |
| 1.  | Trying Not To Fall                | Warren Haynes, Danny Louis                      | Jason Newsted       | 5:29  |
| 2.  | Time To Confess                   | Haynes                                          | George Porter Jr.   | 5:43  |
| 3.  | Greasy Granny's Gopher Gravy Pt 1 | Haynes, Matt Abts, Les Claypool                 | Les Claypool        | 3:24  |
| 4.  | Greasy Granny's Gopher Gravy Pt 2 | Haynes, Abts, Claypool                          | Les Claypool        | 3:35  |
| 5.  | What Is Hip?                      | Stephen Kupka, Emilio Castillo, David Garibaldi | Rocco Prestia       | 6:22  |
| 6.  | World of Confusion                | Haynes, Gary Lucas                              | Tony Levin          | 5:52  |
| 7.  | Hammer and Nails                  | David Hess, Aaron H. Schroeder                  | Meshell Ndegeocello | 7:58  |
| 8.  | Slow Happy Boys                   | Haynes                                          | Jack Casady         | 6:24  |
| 9.  | Sun Dance                         | Haynes, Johnny Neel                             | Chris Squire        | 6:10  |
| 10. | Lay of the Sunflower              | Haynes, R. Hunter                               | Phil Lesh           | 6:54  |
| 11. | Catfish Blues                     | Traditionnel                                    | Billy Cox           | 7:53  |
| 12. | Which Way Do We Run?              | Haynes                                          | Dave Schools        | 5:31  |
| 13. | Babylon Turnpike                  | Haynes, Neel                                    | Alphonso Johnson    | 8:05  |

### Hidden Treasures
| No | Titre                            | Auteur                          | Bassiste     | Durée |
| -- | -------------------------------- | ------------------------------- | ------------ | ----- |
| 1. | Drivin' Rain (inédit)            | Haynes                          | Les Claypool | 4:08  |
| 2. | Rocking Horse (en public)        | Haynes, Woody, Allman, Pearsons | Dave Schools | 6:38  |
| 3. | Lay Your Burden Down (en public) | Haynes, Michael Barbiero        | Schools      | 5:40  |
| 4. | Sco-Mule (DJ Logic Remix)        | Haynes                          | Chris Wood   | 3:07  |

## Musiciens du groupe
- Warren Haynes : chant, guitares
- Matt Abts : batterie, percussions

## Invités
- Jason Newsted (Metallica, Voivod...) : basse sur Trying Not To Fall
- George Porter, Jr (The Meters) : basse sur Time To Confess
- Art Neville (Neville Brothers) : orgue sur Time To Confess
- Les Claypool (Primus) : basse et chant sur Greasy Granny's Gopher Gravy Pt 1 & Pt 2, basse sur Drivin' Rain
- Rocco Prestia (Tower of Power) : basse sur What Is Hip?
- Johnny Neel : orgue sur What Is Hip?, piano sur Babylon Turnpike
- Tony Levin (King Crimson, Peter Gabriel,...) : basse sur World of Confusion
- Chris Squire (Yes) : basse sur Sun dance
- Gary Lucas : guitare sur World of Confusion
- Meshell Ndegeocello : basse sur Hammer and Nails
- John Medeski (Medeski, Martin & Wood) : orgue et Wurlitzer sur Hammer and Nails
- Jack Casady (Jefferson Airplane, Hot Tuna...) : basse sur Slow Happy Boys
- Chuck Leavell (Allman Brothers Band, The Rolling Stones,...) : claviers sur Slow Happy Boys, Rocking Horse & Lay Your Burden Down
- Peter Sears (Rod Stewart, Jefferson Starship...) : piano sur Slow Happy Boys
- Phil Lesh (Grateful Dead, Phil Lesh and Friends...) : basse sur Lay of the Sunflower
- Rob Barraco (Phil Lesh and Friends...) : piano sur Lay of the Sunflower
- David Grisman (Old and in the Way...) : mandoline sur lay of the Sunflower
- Billy Cox (Band of Gypsys, Jimi Hendrix...) : basse sur Catfish Blues
- Bernie Worrell (Funkadelic, Parliament...) : orgue sur  Catfish Blues
- Dave Schools (Widespread Panic) : basse sur Which Way Do We Run?, Rocking Horse & Lay Your Burden Down
- Danny Louis (futur Gov't Mule) : orgue et Wurlitzer sur Wich Way Do We run?
- Alphonso Johnson (Weather Report...) : basse sur Babylon Turnpike
- James Hetfield (Metallica) : chant sur Drivin' Rain

## Chart
| Pays                            | Durée du classement | Meilleur classement |
| ------------------------------- | ------------------- | ------------------- |
| États-Unis(Billboard 200)       | 1 semaine           | 117e                |
| États-Unis (Heatseekers albums) | 3 semaines          | 2e                  |